# الحملة في جنوب غرب فرنسا (1814)

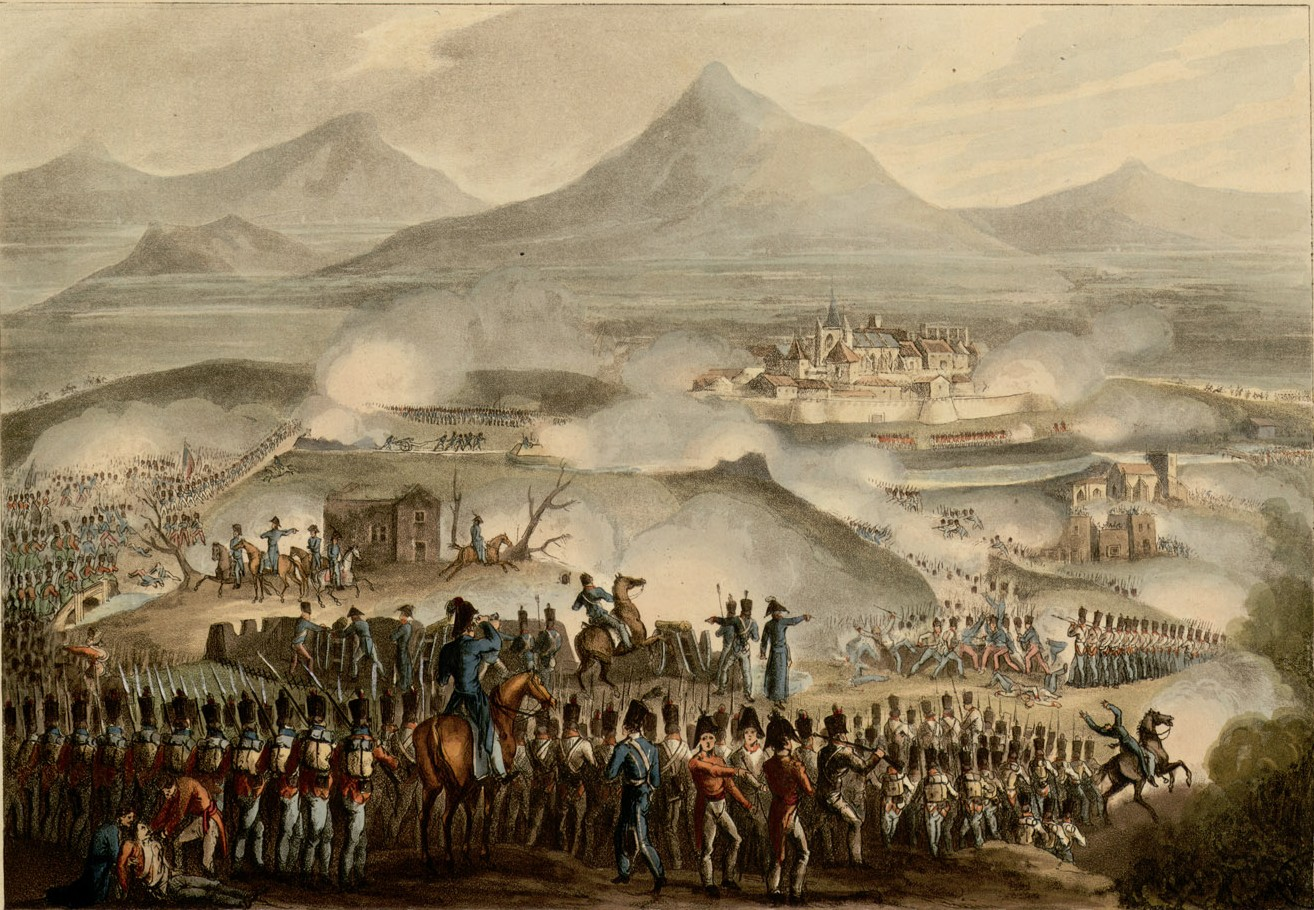
1814 فرنسا

كانت الحملة في جنوب غرب فرنسا في أواخر 1813 وأوائل 1814 الحملة الأخيرة في حرب الاستقلال الإسبانية. خاض جيش حلفاء من جنود بريطانيين وبرتغاليين وإسبان بقيادة آرثر ويلزلي، دوق ولنغتون الأول، سلسلة من المعارك ضد القوات الفرنسية بقيادة المارشال جان دو ديو سول من شبه الجزيرة الإيبيرية عبر البرانس وإلى جنوب غرب فرنسا انتهت بالاستيلاء على تولوز وحصار بايون.
انتهت الحملة عندما – وعلى أثر تلقي خبر تنازل نابليون بونابرت عن العرش بصفة إمبراطور للفرنسيين والمصادقة على هدنة عامة (معاهدة فونتينبلو في 11 أبريل) – وقع القادة المتعادون هدنة محلية في 17 أبريل 1814.

## مقدمة (نهاية الحرب في إسبانيا، 1813-1814)

### الحملة في منطقة شرق المحيط الأطلسي
بدأ المارشال سول هجومًا مضادًا (معركة البرانس) في يوليو 1813 وهزم الحلفاء في معركة مايا ومعركة رونسفاليس (25 يوليو). مواصلًا تقدمه في إسبانيا، كان جناح رونسفاليس من جيش سول على بعد عشرة أميال من بنبلونة بحلول 27 يوليو، لكنه وجد طريقه مسدودًا من قبل قوة تحالف كبيرة منتشرة على تلال عالية بين قريتي سوراورن وزابالديكا وفقد زخمه وصده الحلفاء في معركة سوراورن (28 و30 يوليو). تكبد جناح ريل الأيمن خسائر إضافية في يانزي (1 أغسطس)؛ وفي إنتشالار وإيفانتيلي (2 أغسطس) في أثناء انسحابه إلى فرنسا. قُدرت الخسائر خلال هذا الهجوم المضاد بقرابة 7,000 من الحلفاء و10,000 من الفرنسيين.
في أغسطس 1813، كان ما يزال لدى القيادة البريطانية شكوك حول القوى الشرقية. كانت النمسا قد انضمت إلى الحلفاء، لكن جيوش الحلفاء تكبدت هزيمة كبيرة في معركة درسدن. تعافت إلى حد ما، لكن الوضع ظل محفوفًا بالمخاطر. كتب إدوارد باكينهام، صهر ولنغتون: «أعتقد أنه لا بد من أن الكثير يعتمد على ما يجري في الشمال: بدأت أفهم... أن بوني قد يستفيد من غيرة الحلفاء من الضرر المادي للقضية». لكن هزيمة النمسا وروسيا وبروسيا أو انشقاقها لم يكن الخطر الوحيد. كان من غير المؤكد أيضًا ما إذا إمكانية مواصلة ويلنغتون الاعتماد على الدعم الإسباني.
في 8 سبتمبر قبل ويلنغتون استسلام مدينة الحامية الفرنسية سان سيباستيان التي كانت بقيادة العميد لويس إيمانويل ري بعد حصارين استمرا من 7 إلى 25 يوليو (في الوقت الذي غادر فيه ويلنغتون مع قوات كافية للتعامل مع هجوم المارشال سول المضاد، ترك الجنرال غراهام في قيادة ما يكفي من القوات لمنع الهجمات من المدينة ومنع أي إغاثة من الدخول. عزم ويلنغتون بعد ذلك على أن يتخلى عن يساره عبر نهر بيداسوا لتعزيز موقعه وتأمين ميناء فوينتيرابيا.